# Any Major Dude Will Tell You
«Any Major Dude Will Tell You» es una canción interpretada por la banda estadounidense de rock Steely Dan. Fue publicada como la tercera canción de su tercer álbum de estudio Pretzel Logic (1974). Más tarde, la canción fue publicada el 17 de mayo de 1974 como el lado B de «Rikki Don't Lose That Number», sencillo principal del álbum.

## Música y letra
El autor de preguntas frecuentes de Steely Dan, Anthony Robustelli, describe «Any Major Dude Will Tell You» como una de las canciones más suaves de Steely Dan y un ejemplo del sonido de California de la década de 1970. La letra intenta consolar al amigo del cantante que está pasando por un momento difícil. Los editores de Goldmine describen el estribillo como comenzando “con letras alentadoras de un amigo a otro en un momento de necesidad”. El biógrafo de Steely Dan, Brian Sweet, describe la temática de la canción como uno de “locura e inseguridad”. John Totten explica que el amigo al que se dirige el cantante se ha vuelto loco y está angustiado por alguna razón no revelada. El crítico de AllMusic, Stewart Mason, siente que la canción funciona particularmente bien porque la actitud de “sabio” adoptada por el cantante, “pone el dolor en perspectiva sin minimizarlo”.
Una de las líneas de la canción se refiere a las “lágrimas de un squonk”. Los músicos no sabían lo que era un squonk, y durante la grabación se preguntaban unos a otros para tratar de averiguarlo sin revelar su ignorancia a Fagen y Becker. Resultó que un squonk es una criatura mítica que, cuando es cazada, puede llorar hasta convertirse en un charco de lágrimas. Totten cree que el cantante se está comparando con el squonk, y al hacerlo se humilla, dando credibilidad al mensaje reconfortante y permitiéndole expresar optimismo de que las cosas mejorarán en el futuro con líneas como “Any minor world that breaks apart falls together again” (lit. “Cualquier mundo menor que se rompe se vuelve a juntar”).
La canción fue compuesta en un compás de 2
2 (alla breve) con un tempo de 80 pulsaciones por minuto y está escrita en la tonalidad de la mayor. Las voces van desde E4 a G5. La instrumentación incluye los teclados de Fagen, así como múltiples partes de guitarra acústica. Fagen canta la voz principal. Denny Dias tiene un solo de guitarra que fue compuesto por Becker y Jeff Baxter. Parte de la línea de guitarra repetitiva de Dias requería vibrato, pero como Dias no usa vibrato en su forma de tocar, le entregó la guitarra a Baxter para tocar las últimas cinco notas donde se necesitaba vibrato. Mason describe la música como “simple y absolutamente encantadora”.

## Recepción de la crítica
El crítico de AllMusic Stephen Thomas Erlewine describió «Any Major Dude Will Tell You» como “hermosa”. Stewart Mason la describió como una de las “canciones más subestimadas y atractivas” del grupo. Bobby Alvarez, contribuidor de The Brownsville Herald, lo describió como “un buen número” y elogió particularmente las voces. Bruce Pollock dijo que la banda se encontraba en su “máximo rendimiento de tongue-in-cheek angst”. En Rolling Stone, Bid Scoppa la describió como, en el peor de los casos, una “excelente [canción] pop excéntrica... que sería un excelente sencillo”. Victor Aaron, crítico de Something Else!, también sintió que la canción habría sido un sencillo exitoso y señaló que recibió algo de difusión en la radio cuando se publicó como el lado B de «Rikki Don't Lose That Number».  La canción se incluyó en varios álbumes recopilatorios de Steely Dan, incluyendo Greatest Hits (1978), Citizen Steely Dan (1993) y Showbiz Kids: The Steely Dan Story, 1972–1980 (2000).
«Any Major Dude Will Tell You» también ha sido nombrada entre las mejores canciones de Steely Dan en varias listas. Alexis Petridis de The Guardian la nombró la vigésima mejor canción de la banda y la describió como “genuinamente dulce”. En Billboard, Dan Weiss la colocó en el puesto #9 de las 15 mejores canciones de Steely Dan. Graham Fyfe de Aphoristic la nombró la tercera mejor canción de la banda, elogiando las “guitarras acústicas y los cálidos pianos eléctricos”.

## Créditos y personal
Créditos adaptados desde las notas de álbum.
Steely Dan
- Donald Fagen – voz principal y coros, piano eléctrico
- Walter Becker – coros
- Jeff Baxter – guitarra eléctrica
- Denny Dias – guitarra eléctrica

Músicos adicionales
- Dean Parks – guitarra acústica
- David Paich – piano eléctrico
- Chuck Rainey – bajo eléctrico
- Jim Gordon – batería

Personal técnico
- Gary Katz – productor
- Roger Nichols – ingeniero de audio